# كاميلو بونيلا
كاميلو بونيلا (بالإسبانية: Camilo Bonilla)‏ (30 سبتمبر 1971 بسان بيدرو سولا في هندوراس - ) هو لاعب كرة قدم هندوراسي في مركز الوسط. شارك مع منتخب هندوراس لكرة القدم. أما مع النوادي، فقد لعب مع ريال إسبانيا ونادي ماراثون وميونيسيبال وDeportivo Marquense ‏ وAtlético Balboa ‏ وC.D. Dragón ‏ وPumas UNAH ‏ وUniversidad SC ‏ وديبورتيفو وانكا.

## وصلات خارجية
- كاميلو بونيلا على موقع قاعدة بيانات كرة القدم.إي يو (الإنجليزية)
- كاميلو بونيلا على موقع ناشيونال فوتبول تيمز (الإنجليزية)